# Littleborough, Nottinghamshire
Littleborough är en by i civil parish Sturton Le Steeple, i distriktet Bassetlaw, i grevskapet Nottinghamshire i England. Byn är belägen 15 km från Tuxford. Littleborough var en civil parish fram till 1935 när blev den en del av Sturton Le Steeple. Civil parish hade 32 invånare år 1931. Byn nämndes i Domedagsboken (Domesday Book) år 1086, och kallades då Litelburg.